# Johannes Huber
Johannes Huber (nascido em 12 de janeiro de 1987) é um político alemão da Alternativa para a Alemanha (AfD) e desde 2017 membro do Bundestag.

## Vida e política
Huber nasceu em 1987 na cidade alemã de Moosburg e estudou sociologia na Universidade Católica de Eichstätt-Ingolstadt.
Huber entrou na AfD em 2014 e tornou-se, após as eleições federais alemãs de 2017, membro do bundestag.